# Regionalwahl in Friaul-Julisch Venetien 1973
Die Regionalwahl in Friaul-Julisch Venetien 1973 fand am 17. und 18. Juni statt.

## Wahlergebnis
| Listen            | Listen                                                                                       | Stimmen | %    | Mandate |
| ----------------- | -------------------------------------------------------------------------------------------- | ------- | ---- | ------- |
|                   | Democrazia Cristiana                                                                         | 315.198 | 39,7 | 26      |
|                   | Partito Comunista Italiano                                                                   | 166.018 | 20,9 | 13      |
|                   | Partito Socialista Italiano                                                                  | 97.259  | 12,3 | 8       |
|                   | Partito Socialista Democratico Italiano                                                      | 64.959  | 8,2  | 4       |
|                   | Movimento Sociale Italiano - Destra Nazionale                                                | 59.585  | 7,5  | 4       |
|                   | Partito Liberale Italiano                                                                    | 28.883  | 3,6  | 2       |
|                   | Movimento Friuli                                                                             | 23.648  | 3,0  | 2       |
|                   | Partito Repubblicano Italiano                                                                | 21.306  | 2,7  | 1       |
|                   | Slovenska Skupnost                                                                           | 10.185  | 1,3  | 1       |
|                   | Gruppo Politico Indipendente Friuli - Movimento Indipendentista Territorio Libero di Trieste | 4.684   | 0,6  | –       |
|                   | Partito Comunista (Marxista-Leninista) Italiano                                              | 2.068   | 0,3  | –       |
| Gesamt            | Gesamt                                                                                       | 793.793 | 100  | 61      |
|                   |                                                                                              |         |      |         |
| Ungültige Stimmen | Ungültige Stimmen                                                                            | 30.960  | 3,8  |         |
| Wähler            | Wähler                                                                                       | 824.753 | 89,7 |         |
| Wahlberechtigte   | Wahlberechtigte                                                                              | 919.799 |      |         |